# جان نویل، نخستین مارکی مونتگو
جان نویل، نخستین مارکی مونتگو (انگلیسی: John Neville, 1st Marquess of Montagu؛ ۱۴۳۱ – ۱۴ آوریل ۱۴۷۱) تا آخرین سال‌های پایانی زندگی‌اش یکی از طرفداران و رهبران یورک‌ها در دوران جنگ رزها بود، وی برادر واریک شاه‌ساز بود و البته عمده اصلی شهرت وی به دلیل از بین بردن نیروی مقاومت لنکسترها در شمال انگلستان در سومین سال نخست حکومت ادوارد مشهور می‌باشد.